# Pivovar Kutná Hora
Pivovar Kutná Hora byl pivovarem ve městě Kutná Hora, jeho posledním vlastníkem byla nizozemská společnost Heineken. V provozu byl do konce roku 2010, kdy jej spolu s pivovarem Hostan majitelé uzavřeli. Od dubna 2017 v prostorách bývalého pivovaru funguje nový pivovar, nazvaný Měšťanský pivovar v Kutné Hoře.

## Historie

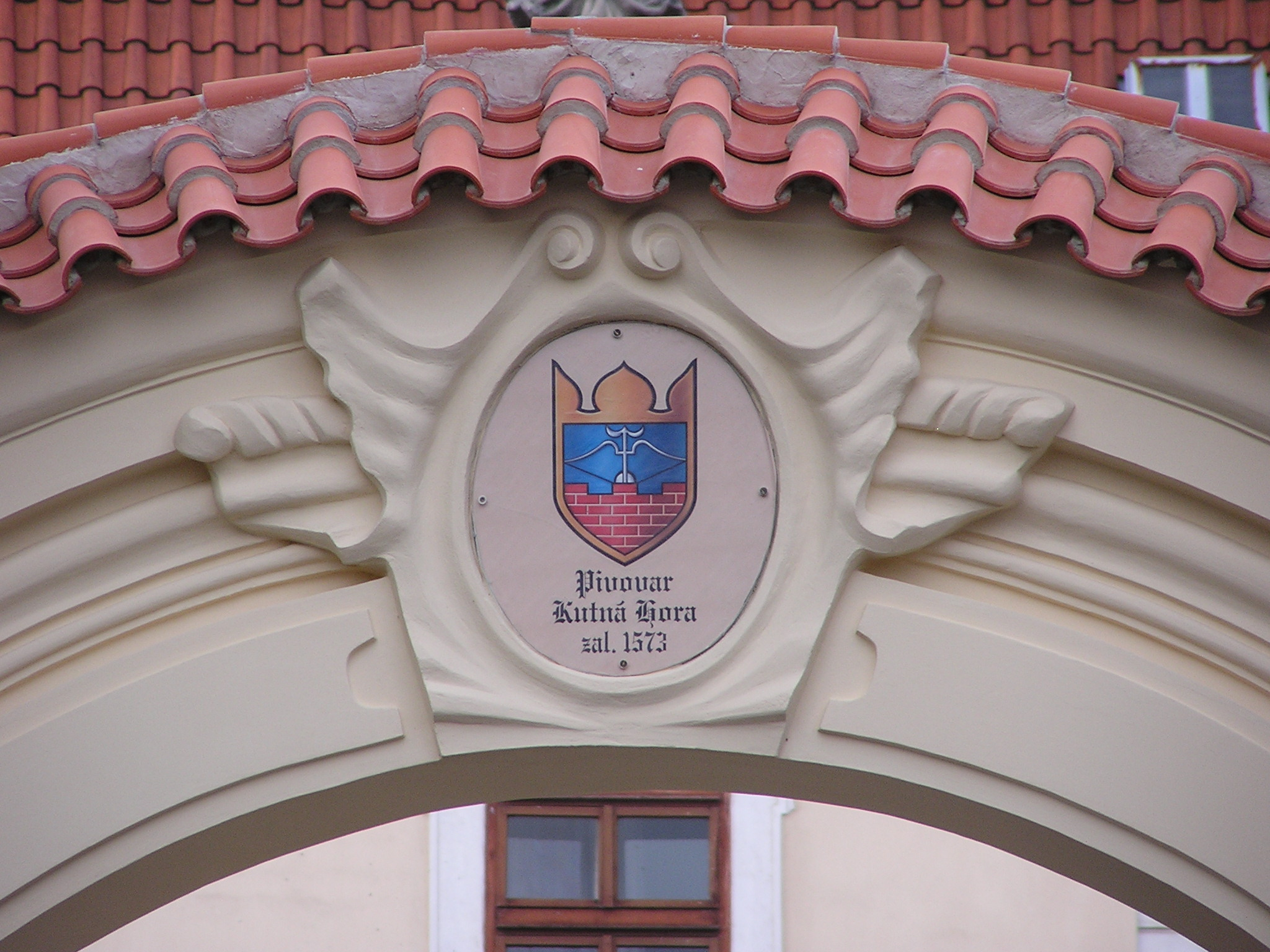
Erb na hlavní bráně

První písemná zmínka o tvrzi Lorec pochází z roku 1418. Už roku 1544 je zde zmiňován pivovar, sladovna a chmelnice. Historie dnešního pivovaru, ale začíná v roce 1559, kdy tvrz koupil Ondřej Dačický. Ondřejův syn Václav Dačický z Heslova zde roku 1573 nechal postavit nový pivovar. V roce 1589 koupilo tvrz s pivovarem město Kutná Hora za 600 kop grošů. Od té doby byla tvrz až na výjimky trvale v majetku města. Objekt postupně ztratil funkci tvrze a byl stále více přestavován na pivovar. V roce 1593 vařil sládek Václav Zeman pivo Kumperské, v roce 1680 se vařilo pivo Konvent. Roku 1899 vařil pivovar světlý 12° ležák Dačický a 14° černé zdravotní pivo Mincmistr. Na Mezinárodní výstavě v Bruselu roku 1906 získal kutnohorský pivovar medaili a diplom. Čtyřnádobová varní souprava na 150 hl instalovaná roku 1932 je dosud v provozu. Sladovna byla zrušena v roce 1941. V roce 1949 přešel pivovar do majetku Sdruženého komunálního podniku a roku 1953 byl znárodněn. Majetkem města se stal opět v roce 1992. Společnost Pivovar Kutná Hora, spol.s r.o., která měla pivovar v nájmu, vyráběla piva pod značkami Dačický a Lorec. V roce 2001 koupila 100% obchodní podíl společnosti Pivovar Kutná Hora společnost Drinks Union, která jej v roce 2008 prodala společnost Heineken.
Společnost Heineken ukončila svoji činnost v Pivovaru Kutná Hora k 31. prosinci 2010.
Objekt pivovaru byl v roce 2016 odkoupen od města Kutná Hora do soukromého vlastnictví a po téměř roční rekonstrukci se na začátku roku 2017 vrátila výroba piva do Kutné Hory pod názvem Měšťanský pivovar v Kutné Hoře. 
Měšťanský pivovar v Kutné Hoře je malý nezávislý průmyslový pivovar, který se zaměřuje především na výrobu klasických spodně kvašených piv plzeňského stylu, avšak v jeho portfoliu je i několik svrchně kvašených piv. Vyrábí se tradičně, to jest dekokčním rmutováním, kvašením v otevřených spilkách a dlouhým dozráváním v ležáckých sklepích. Současná kapacita pivovaru je okolo 30 tisíc hektolitrů.

## Produkty pivovaru
Do roku 2010 se v pivovaru vyrábělo pivo značka Dačický, ale po odprodeji pivovaru skupině Heineken byla výroba piva v Kutné Hoře ukončena a přesunuta do Velkého Března. Značka zahrnovala světlé (4,1% VOL.) i tmavé (3,8% VOL.) výčepní pivo a světlý ležák (5,1% VOL.). Jinou vyráběnou značkou bylo pivo Lorec.

### Další piva
Standardní řada
- Bronzová 10 (4,2% obj.)
- Stříbrná 11 (4,5% obj.)
- Zlatá 12 (4,9%)
- Zlatá 12 Za studena chmelená (4,9% obj.)
- Havířská 12 - polotmavý ležák (4,7% obj.)
- Lorecká 14 - světlý ležák (5,7% obj.)
- Černá 12 - tmavý ležák (4,9% obj.)

Speciály
- Sun King (Light APA) (4,0% obj.)
- Red King (American Red Ale) (7,0% obj.)
- Svatomartinské - silné polotmavé (5,2% obj.)